# Federico Malvestiti
Federico Malvestiti (Monza, Italia; 12 de junio de 2000) es un piloto de automovilismo italiano. Actualmente corre en el Campeonato de Fórmula 3 de la FIA.

## Carrera
Malvestiti comenzó su carrera en el automovilismo en el karting en 2010, donde permaneció activo hasta 2012. Hizo el cambio a las carreras de fórmula solo en 2015, cuando hizo su debut en la Fórmula 4 en el Campeonato de Italia de Fórmula 4 en dos fines de semana de carreras con el equipo Antonelli Motorsport. Logró su mejor clasificación de carrera en la segunda carrera en el Adria International Raceway, donde terminó duodécimo. Sin embargo, esto no le valió ningún punto, lo que lo colocó en el puesto 31 del campeonato.
En 2016 Malvestiti compitió a tiempo completo en la Fórmula 4 italiana con Antonelli. En Adria marcó dos veces con un octavo y un séptimo puesto, pero en el resto de la temporada no pudo terminar en puntos. Con 10 puntos terminó 25º en la puntuación final. Como era su primera temporada completa en la clase, también se clasificó para el campeonato de novatos. En esto terminó décimo con 93 puntos, incluidos dos podios en Adria.
En 2017, Malvestiti permaneció activo en la Fórmula 4 italiana, pero se cambió al equipo Jenzer Motorsport. Su mejor resultado en carrera fue el séptimo en la final de temporada en el Autodromo Nazionale di Monza. Con 19 puntos, originalmente estaba en el puesto 15 de la clasificación final, pero después de que varios pilotos fueron eliminados de la clasificación por no haber completado suficientes carreras, terminó en el décimo lugar.
En 2018 Malvestiti condujo una tercera temporada en la Fórmula 4 Italiana, nuevamente con Jenzer. Debido a su experiencia mejoró considerablemente; subió a cuatro podios, incluida su primera victoria de clase en el Autodromo Enzo e Dino Ferrari. Terminó sexto en el campeonato con 173 puntos. Además, participó en el fin de semana de carreras en Hockenheimring como piloto invitado en el ADAC Fórmula 4 en Jenzer, en el que terminó séptimo y décimo.
En 2019 Malvestiti hizo el cambio a la Eurocopa de Fórmula Renault, en la que jugó para el equipo Bhaitech. En la apertura de la temporada en Monza, inmediatamente ocupó el quinto lugar. También hizo su debut en la Fórmula 3 en el Campeonato de Fórmula 3 de la FIA ese año durante el fin de semana de carreras en Silverstone, reemplazando a Giorgio Carrara en Jenzer Motorsport.

## Resultados

### Campeonato de Fórmula 3 de la FIA
(Clave) (negrita indica pole position) (cursiva indica vuelta rápida puntuable)

| Año  | Escudería         | 1    | 1    | 2    | 2    | 3   | 3   | 4    | 4    | 5    | 5    | 6   | 6   | 7   | 7   | 8   | 8   | 9   | 9   | Pos. | Puntos | Ref.  |
| ---- | ----------------- | ---- | ---- | ---- | ---- | --- | --- | ---- | ---- | ---- | ---- | --- | --- | --- | --- | --- | --- | --- | --- | ---- | ------ | ----- |
| 2019 | Jenzer Motorsport | BAR  | BAR  | LEC  | LEC  | SPI | SPI | SIL  | SIL  | BUD  | BUD  | SPA | SPA | MNZ | MNZ | SOC | SOC |     |     | 34.º | 0      | [ 1 ] |
| 2019 | Jenzer Motorsport |      |      |      |      |     |     | Ret  | 23   |      |      |     |     |     |     |     |     |     |     | 34.º | 0      | [ 1 ] |
| 2020 | Jenzer Motorsport | SPI1 | SPI1 | SPI2 | SPI2 | BUD | BUD | SIL1 | SIL1 | SIL2 | SIL2 | BAR | BAR | SPA | SPA | MNZ | MNZ | MUG | MUG | 30.º | 0      | [ 2 ] |
| 2020 | Jenzer Motorsport | 19   | 21   | 28   | 22   | 13  | Ret | 19   | 13   | Ret  | 23   | 26  | Ret | 18  | 24  | 21  | 14  | 18  | 22  | 30.º | 0      | [ 2 ] |
| 2022 | Jenzer Motorsport | SAK  | SAK  | IMO  | IMO  | BAR | BAR | SIL  | SIL  | SPI  | SPI  | BUD | BUD | SPA | SPA | ZAN | ZAN | MNZ | MNZ | 29.º | 0      | [ 3 ] |
| 2022 | Jenzer Motorsport |      |      | Ret  | 21   | 19  | 21  | 25   | 13   | 21   | 26   | 25  | 25  | 18  | 26  | 24  | 20  | 16  | 18  | 29.º | 0      | [ 3 ] |